# 开明的自利
开明的自利（英語：Enlightened self-interest）
是一种伦理哲学观点。它认为，一个人如果为促进他人的利益（或自身所属的一个或多个群体的利益）而采取行动，那么他最终也会满足自己的私利。
这种观点经常被简单地表达为“利他即利己”。